# عدد جادویی (فیزیک)

نمودار نوترون-پروتون که در آن برخی از اعداد جادویی مشخص شده است.

عدد جادویی(به انگلیسی: Magic number) در فیزیک هسته‌ای بیانگر تعداد ذرات هسته اتم (نوترون یا پروتون) است که یک لایه هسته‌ای را به‌طور کامل پر کرده و موجب پایداری هسته اتم می‌شود. هفت عدد جادویی شناخته شده تا سال ۲۰۰۷ به ترتیب عبارت اند از: ۲، ۸، ۲۰، ۲۸، ۵۰، ۸۲، و ۱۲۶ .